# Lindenau-Museum
El Lindenau Museum se encuentra en Altenburgo, en Turingia (Alemania) y es un importante museo de arte antiguo, sobre todo célebre por su colección sobre el Renacimiento italiano.

## Historia
El museo nació de la colección de la casa-museo del barón, historiador del arte, estadista y estudioso alemán Bernhard von Lindenau (1799-1854). El edificio fue completado en 1876.
En 1994 se fundó la asociación Amigos del Lindenau-Museum, que cuenta con más de 200 miembros con nombres importantes de la cultura y de la sociedad alemana, entre los cuales se imcluyen el del escritor Ingo Schulze o el empresario Arend Oetker.
Después de una reorganización estructural de sus ambientes, durante la que muchos de sus cuadros más importantes circularon en muestras internacionales, el museo reabrió con una nueva distribución el 5 de noviembre de 2006, con una muestra de obras procedentes del museo Jacquemart-André de París.
En el año 2009, con la ayuda de las instituciones públicas, el museo adquirió la colección personal del artista Gerhard Altenbourg Bourg, valorada en un millón de euros.

## Colecciones
La colección de pinturas italianas del gótico y del primer Renacimiento es considerada una de las más importantes fuera de Italia. Las obras se remontan sobre todo al periodo entre los siglos XIII y XV, al que se añade una colección de antigüedades clásicas, copias y obras modernas. Importante es también su biblioteca.

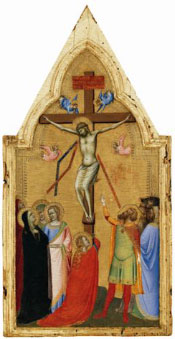
Bernardo Daddi, Crucifixión de Cristo
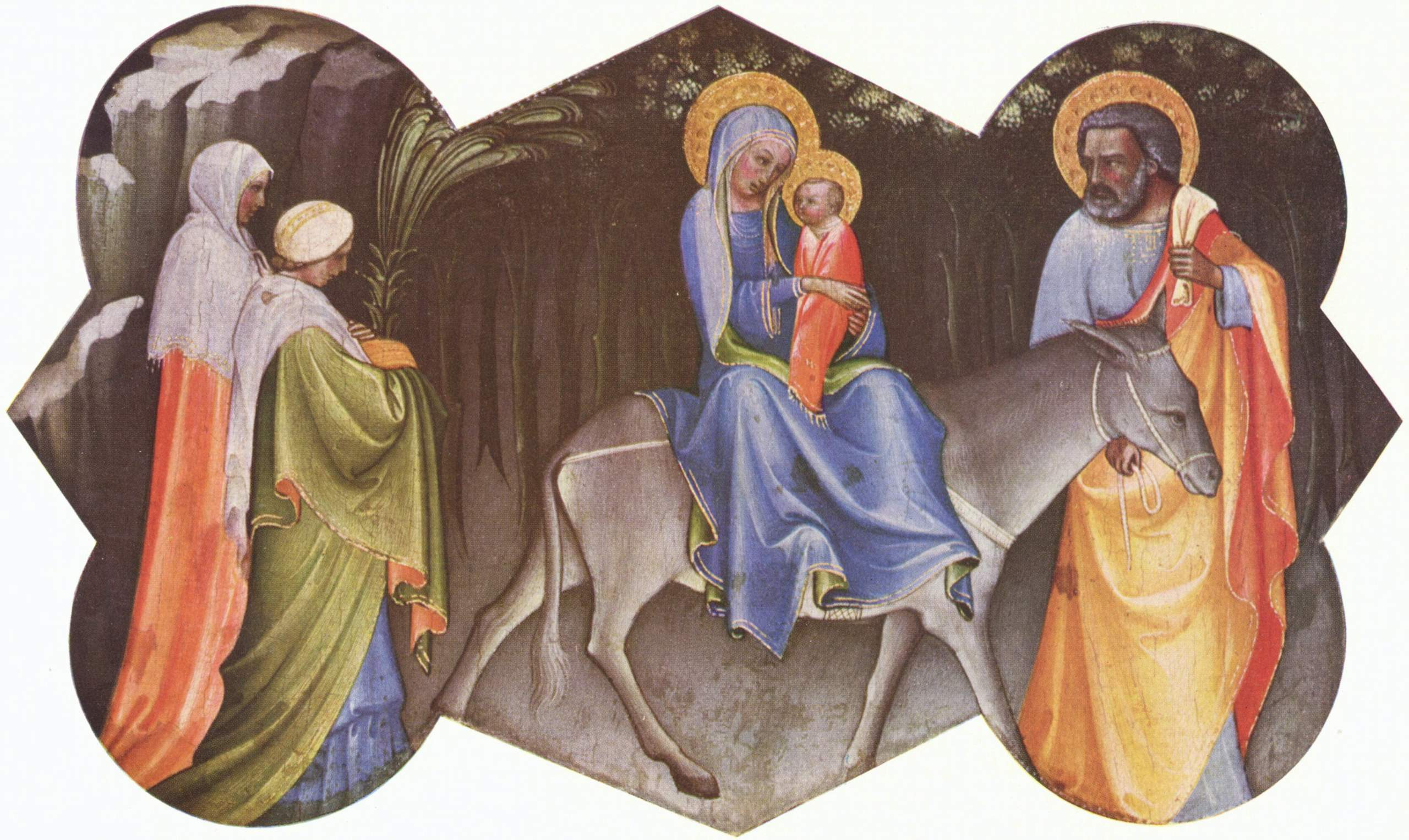
Lorenzo Monaco, Fuga de Egipto
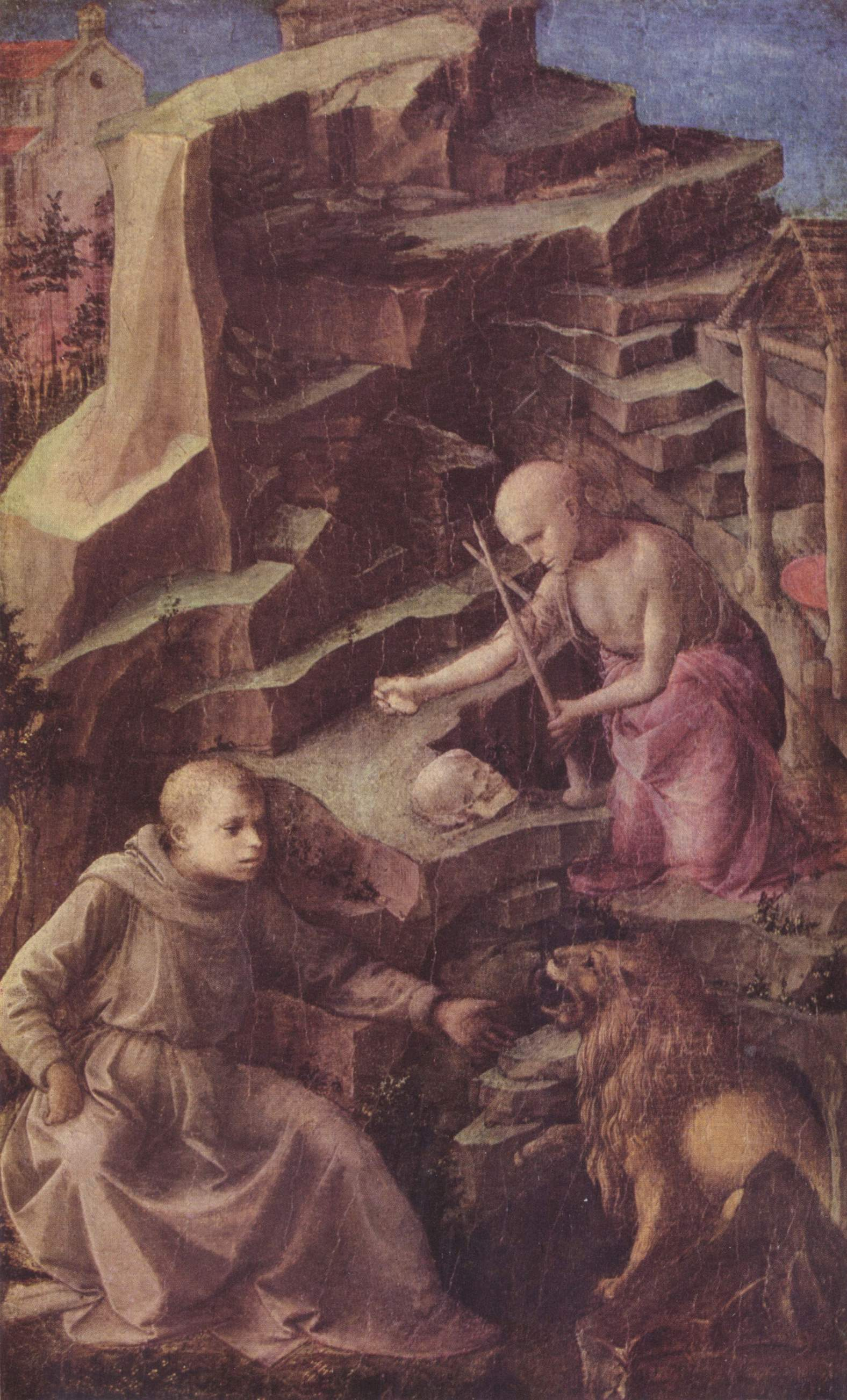
Fra Filippo Lippi, San Girolamo en el desierto
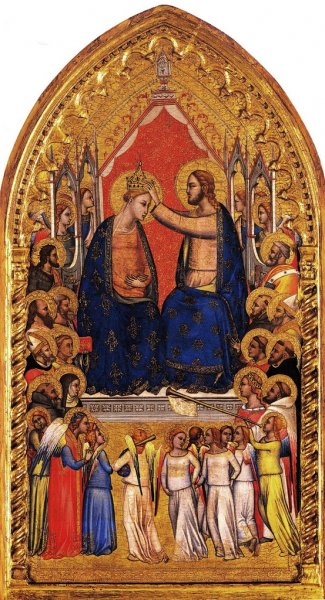
Puccio di Simone, Coronación de la Virgen
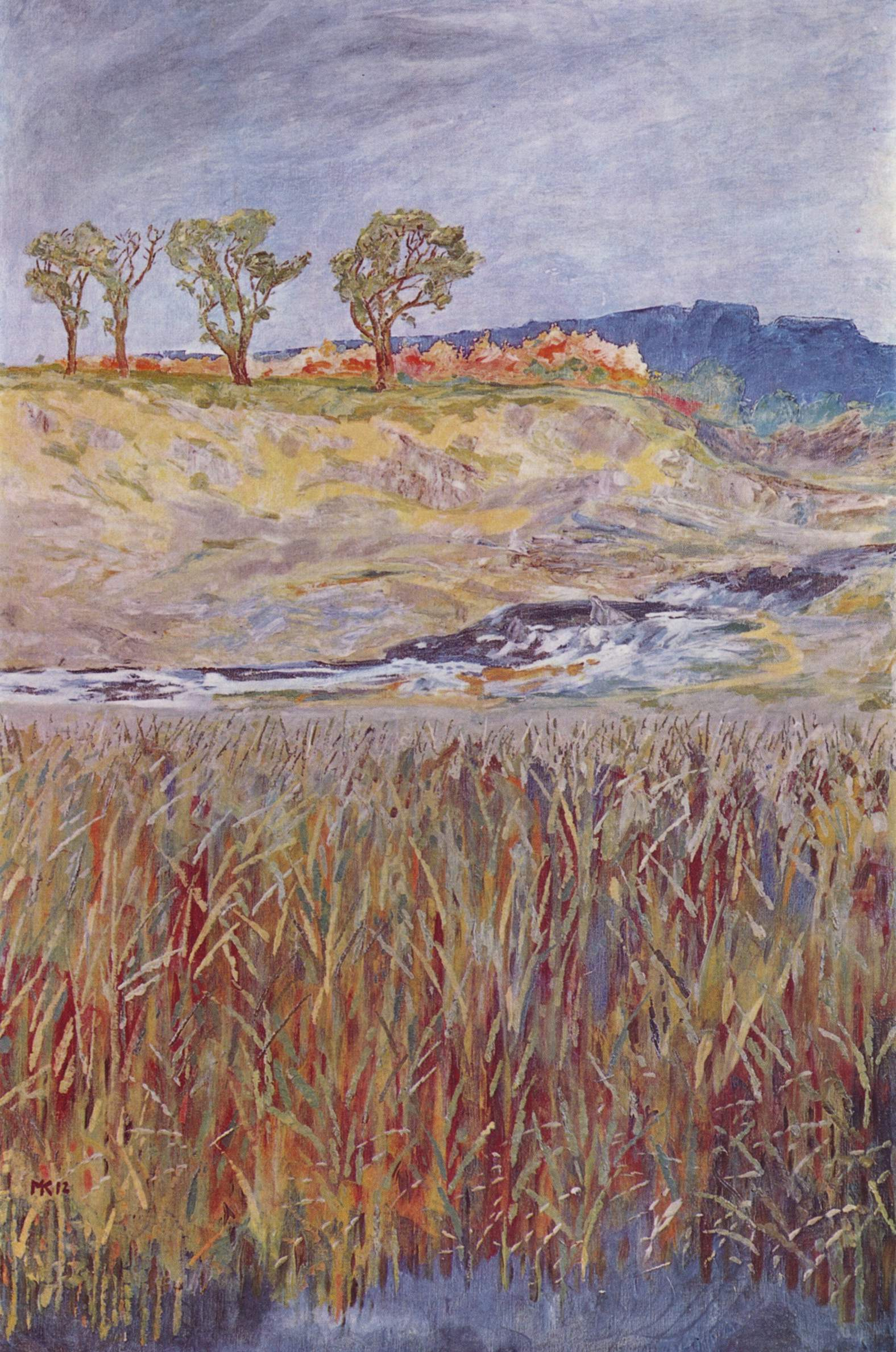
Max Klinger, Paisaje de Unstrut

### Obras principales
- Fra Angélico, San Francisco ante el sultán
- Filippo Lippi, San Girolamo en el desierto
- Guido de Siena, tres paneles del Dossale di Badia Ardenga, alrededor de 1280